# Атрибуція
Атрибуція (від лат. atributio) — визначення достовірності, автентичності художнього твору, його автора, місця й часу створення на підставі аналізу стилістичних і технологічних особливостей.
Атрибуція — як наукова галузь та комплекс досліджень — перебуває в стані становлення та бурхливого розвитку. Особливо це стосується апаратних методик.

## Різновиди атрибуцій

### Атрибуція ікон
Важливішим свідком національного середньовічного мистецтва є ікона поряд з оригінальними середньовічними спорудами та археологічними знахідками. Атрибуція ікон дозволяє з певною мірою можливостей віднести твір до конкретної історичної країни, національної школи, міста чи майстерні. Зазвичай ікони не мають підписів майстрів, що не віталося в середньовіччя, а це ускладнює атрибуцію.

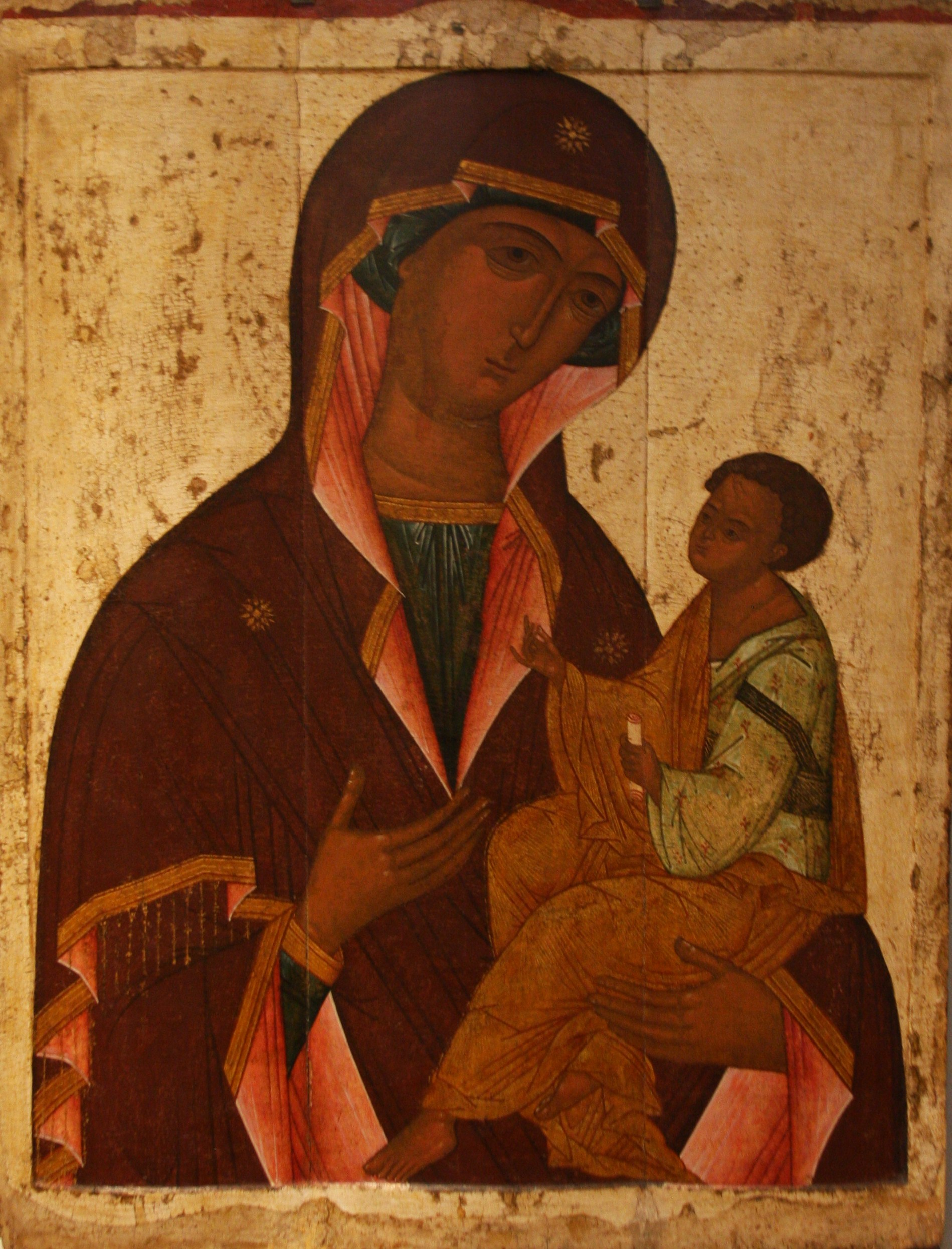
«Богоматір грузинська», Московія XVI ст., Національний музей Швеції, Стокгольм
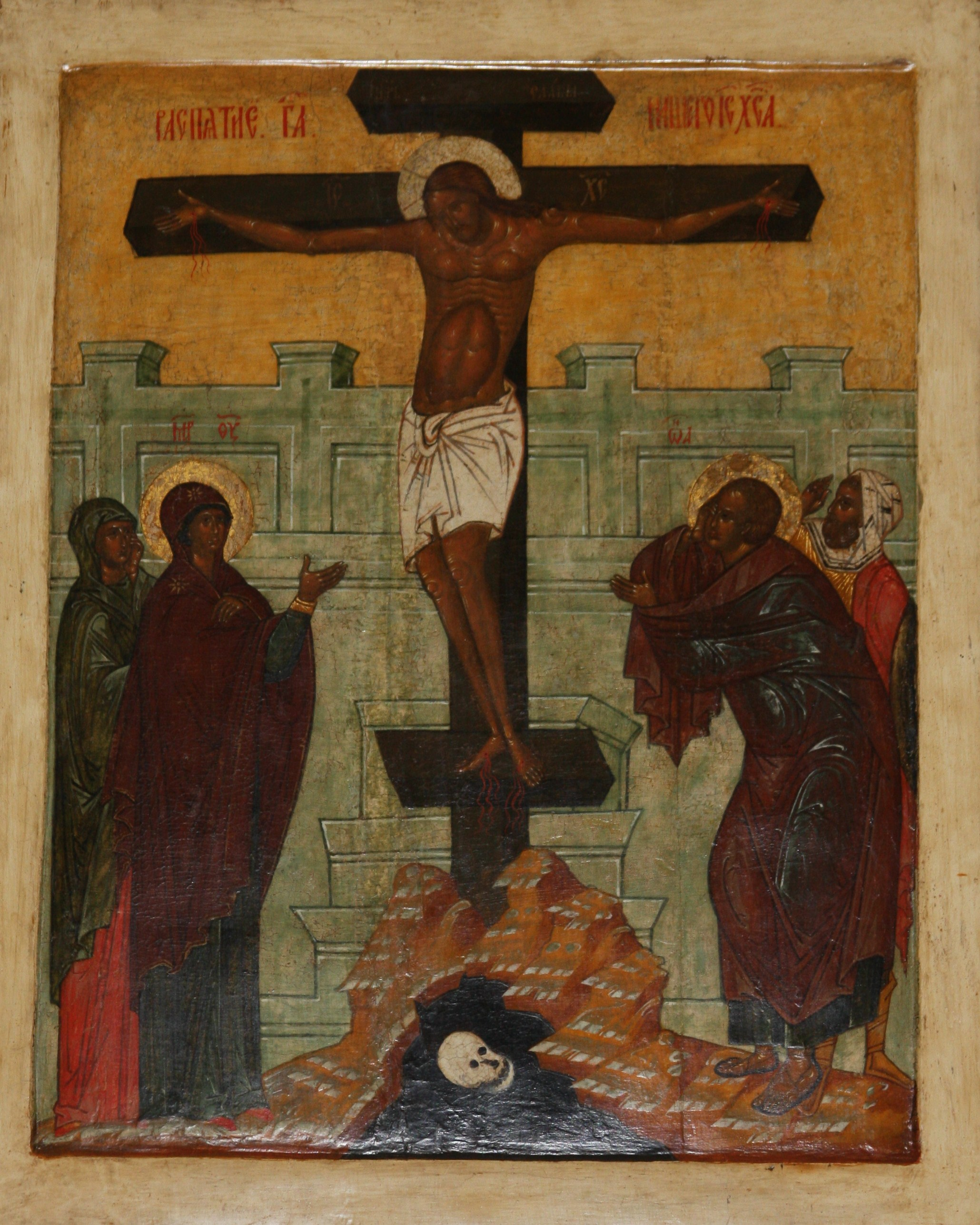
«Розп'яття»,  Московія XVI ст., Національний музей Швеції, Стокгольм
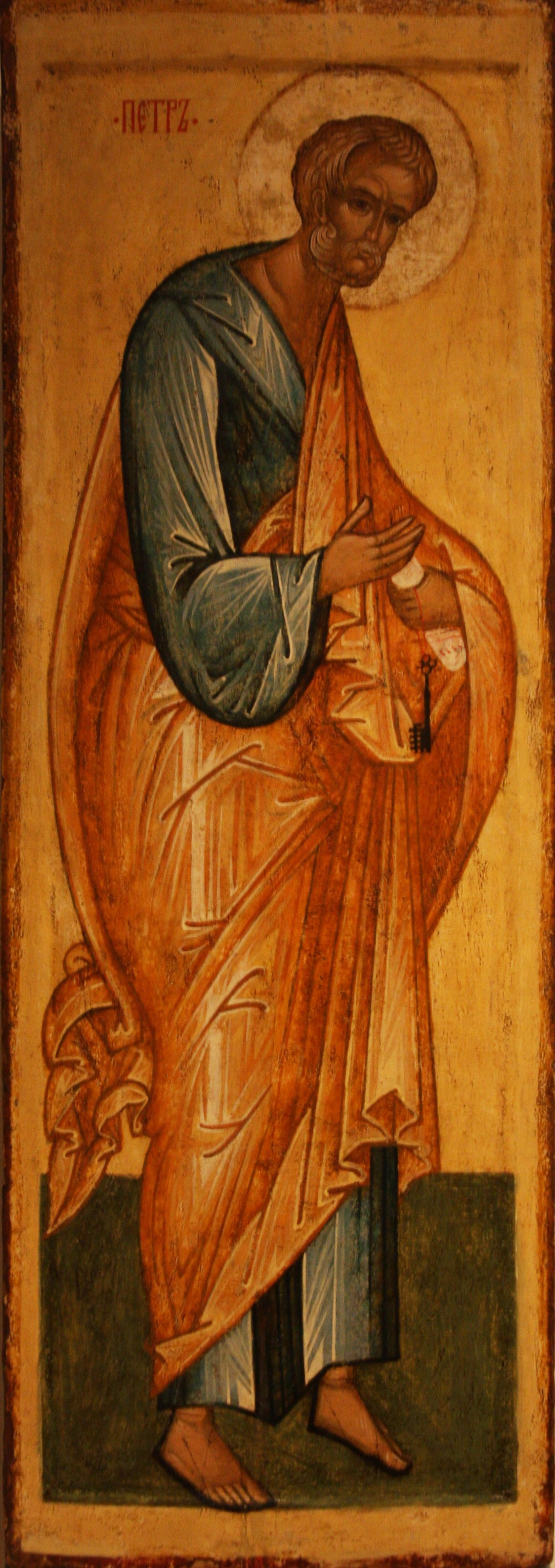
«Апостол Петро», Московія XVI ст., Національний музей Швеції, Стокгольм
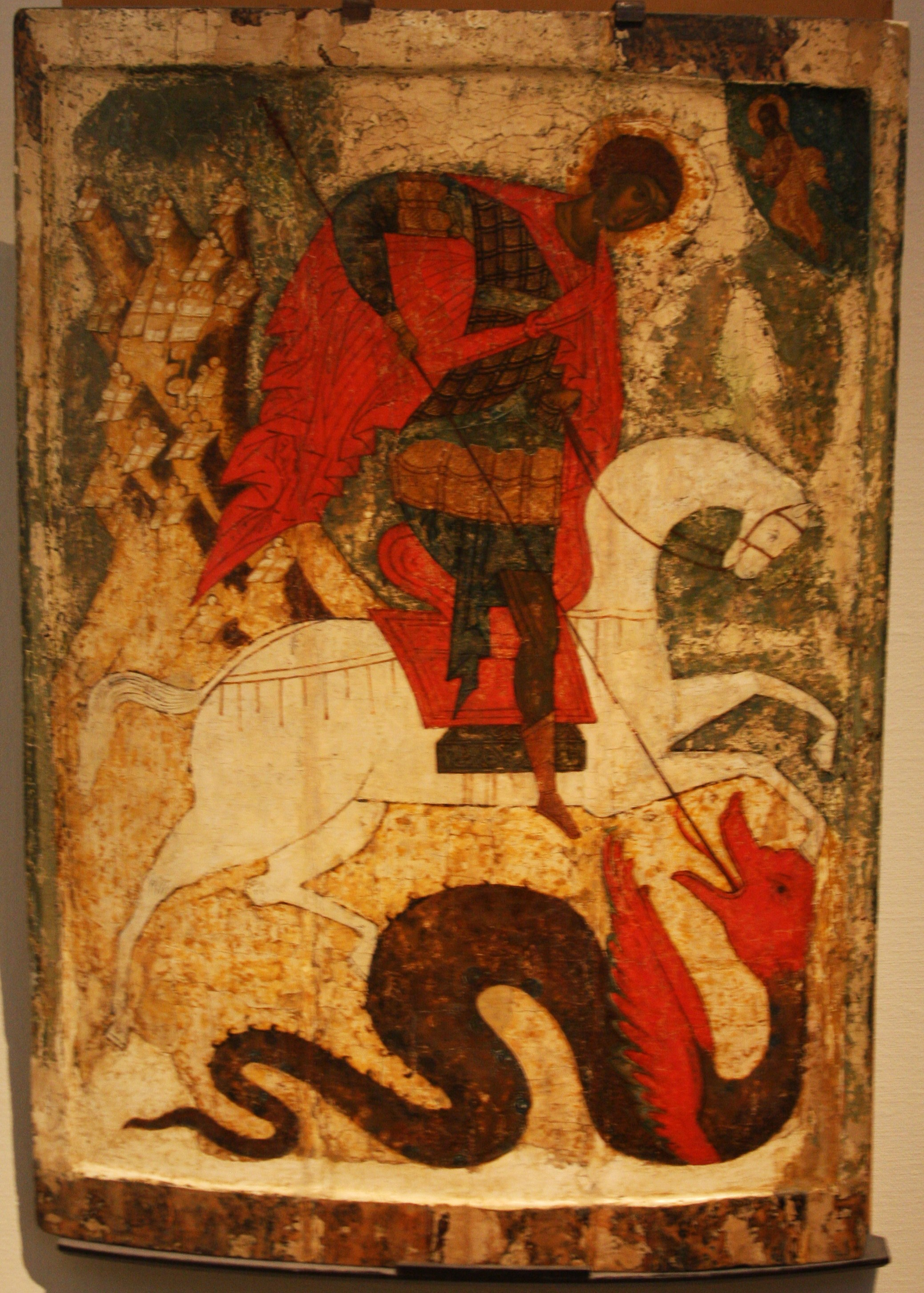
«Георгій змієборець», Московія XVI ст., Національний музей Швеції, Стокгольм

### Атрибуція літературної пам'ятки
Проблема атрибуції літературної пам'ятки тісно пов'язана з визначенням авторства, наявності рукопису чи копій, псевдонімних чи анонімних текстів, талановитих переробок популярних творів свого часу. Так, багато запитань викликає Лист запорізьких козаків турецькому султанові, бо оригінал не збережено і є декілька версій листа. Є різні дати листа і в різних версіях не збігається ім'я султана.
- Вивчення літературної пам'ятки тісно пов'язане з текстологією, а наявність рукопису — з вивченням зразків почерку.
- Так, повної наукової реєстрації (музейної й архівної) оригіналів шевченкіяни досі немає. А рукописи Шевченка розпорошені в наукових книгосховищах Петербургу, Москви, Кракова, Женеви та ін. Отже, є підстави як для нових відкриттів, так і для фальсифікацій.

### Атрибуція в європейському мистецтвознавстві
Найуспішніший досвід накопичено в дослідженнях європейського мистецтва. В Європі з XVI століття склалася традиція життєписів відомих митців, яку підтримали
- Джорджо Вазарі в Італії
- Карел ван Мандер а Нідерландах
- Зандрарт в Німеччині
- Якоб Штелін в Російській імперії тощо

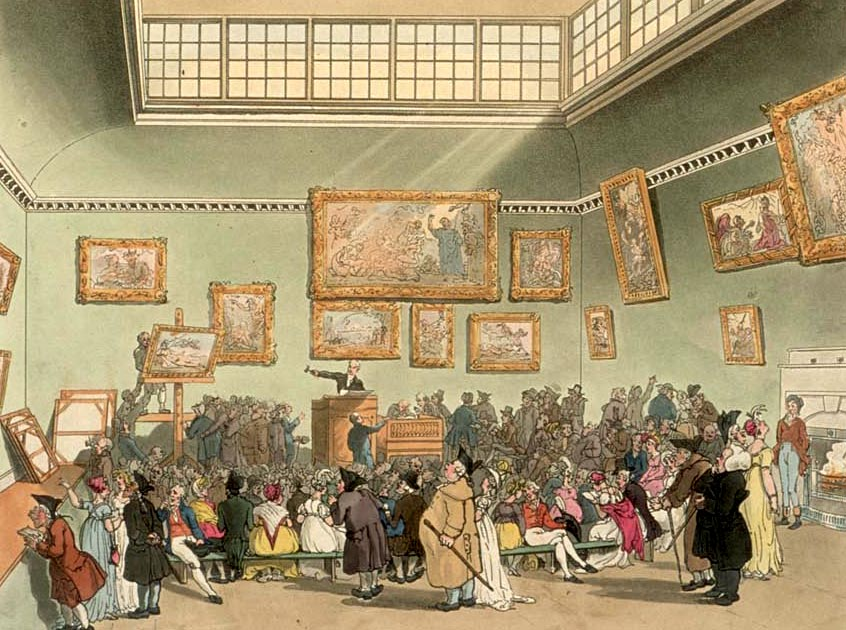
Томас Ровлендсон. Аукціон Крісті в Лондоні, 1808 рік.

Твори європейських художників вже з XVI століття часто мали підпис автора, що спрощувало атрибуції. Допомагають атрибуціям і відомі європейські архіви, і мистецькі заклади.
Традиція аукціонних продаж картин сприяла виникненню та розповсюдженню аукціонних каталогів, де приводили опис сюжетів, деталей та розмірів полотна, імені можливого автора. Відомі твори отримують власну історію перебування, іноді досить довгу — провенанс, що полегшує розпізнання сюжетів та авторства.

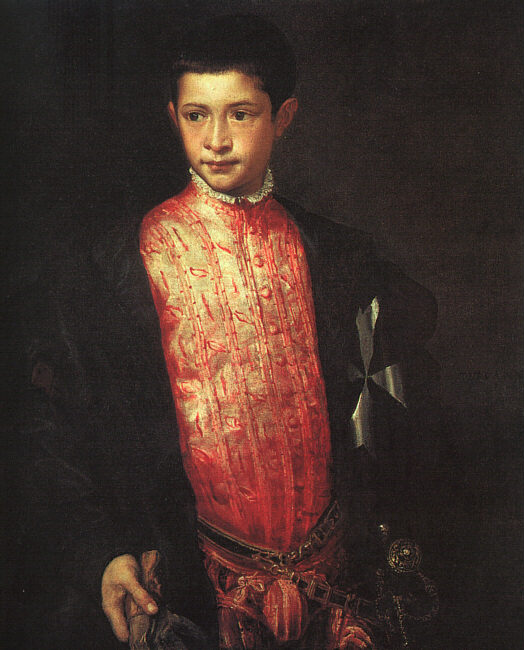
Портрет Рануччо Фарнезе

Розвиток мистецтвознавства та антикварної торгівлі в XIX ст. йшов поряд з накопиченням знань з національної історії, з періодів творчості мандрівних майстрів в різних країнах від доби готики, Відродження, бароко до еклектики, наявність копій, підробок під старовину чи свідомих фальсифікацій, відомостей про центри та майстрів подібних фальсифікацій.
- В італійський період життя Ель Греко охоче копіював твори Тиціана, ретельно опановуючи його колорит, композиції. Серед копій Ель Греко — такі шедеври портретного мистецтва Тиціана, як «Портрет Раннучо Фарнезе» та «Портрет папи римського Павла ІІІ». Відсутність підписів на портретах заплутувала ситуацію, тим паче, що й сам Тиціан створив не менш двох версій портрету папи римського.

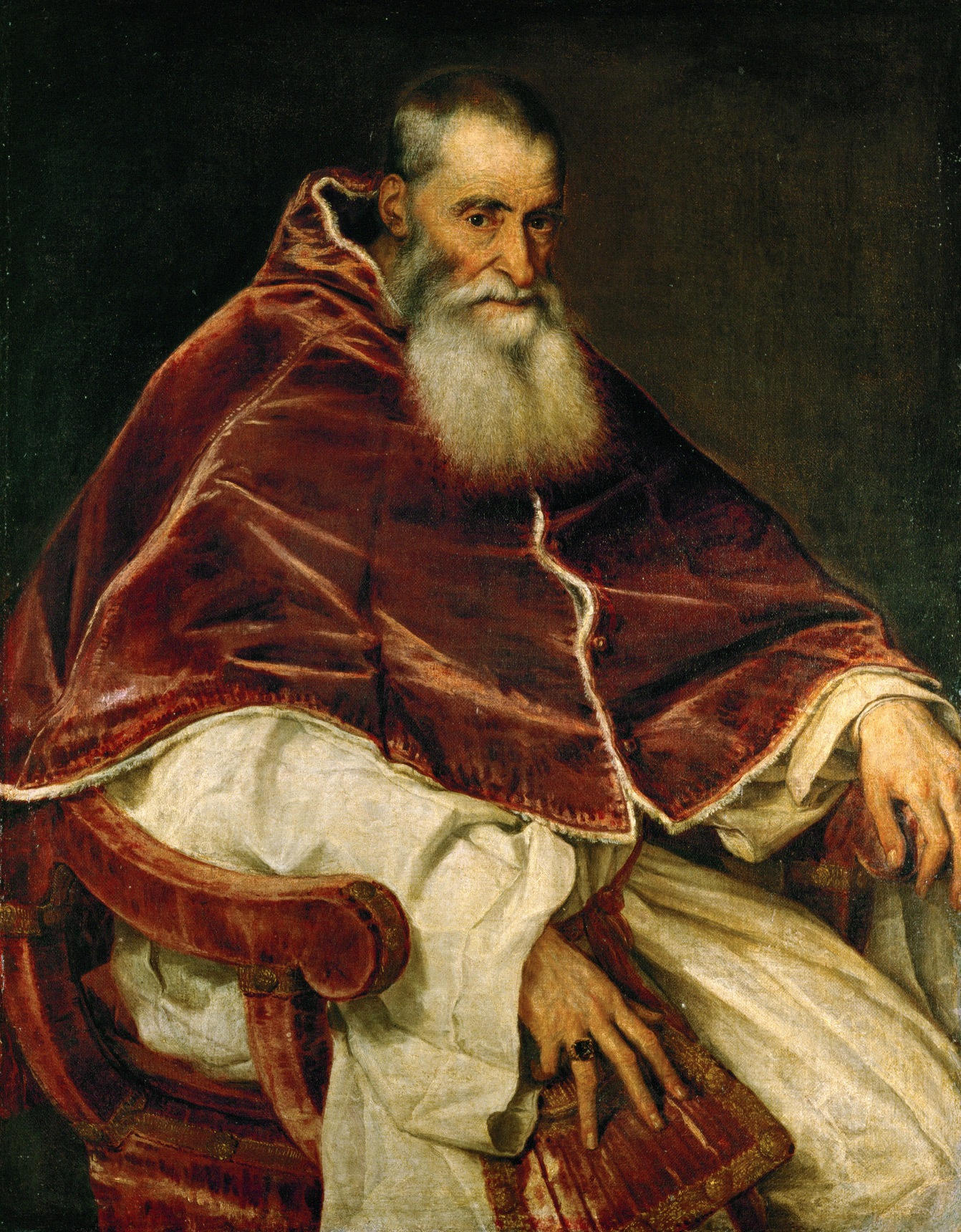
Портрет папи римського Павла ІІІ

Потьмянілий з часом «Портрет Рануччо Фарнезе» продали у США. Його вважали копією. Дослідити полотно узялись у 1950 р. Реставрація виявила і авторські фарби, і підпис Тиціана, який раніше не помічали. Тоді (після провенансу, реставрації, апаратних досліджень) ситуація з оригіналами та копіями прояснилася, відтепер — 
- «Портрет Рануччо Фарнезе», Вашингтон, Національна галерея (оригінал, бо має підпис Тиціана, авторські фарби тощо)
- «Портрет Рануччо Фарнезе», Берлін, Далем (копія Ель Греко).
- «Портрет папи римського Павла ІІІ», музей Каподімонте, Неаполь, оригінал Тиціана
- «Портрет папи римського Павла ІІІ», Ермітаж, авторська версія Тиціана
- «Портрет папи римського Павла ІІІ», приватна збірка, Швейцарія, (копія Ель Греко).

Аби запобігти плутанині оригіналів з копіями в XX ст. поширили створення свідомо повних каталогів творів відомих митців з вказівками розмірів, техніки виконання, року створення. Це досить важко при опису продуктивних майстрів (Вінсент ван Гог,Пікассо, Анрі Матісс, Альбер Марке, Ренато Гуттузо), але такі каталоги створені і роками уточнюються.
При копіюванні оригіналів, сучасний художник — копіїст повинен робити копію в іншому, ніж оригінал, розмірі та без копіювання підпису попереднього майстра.

## Дактилоскопія в атрибуції

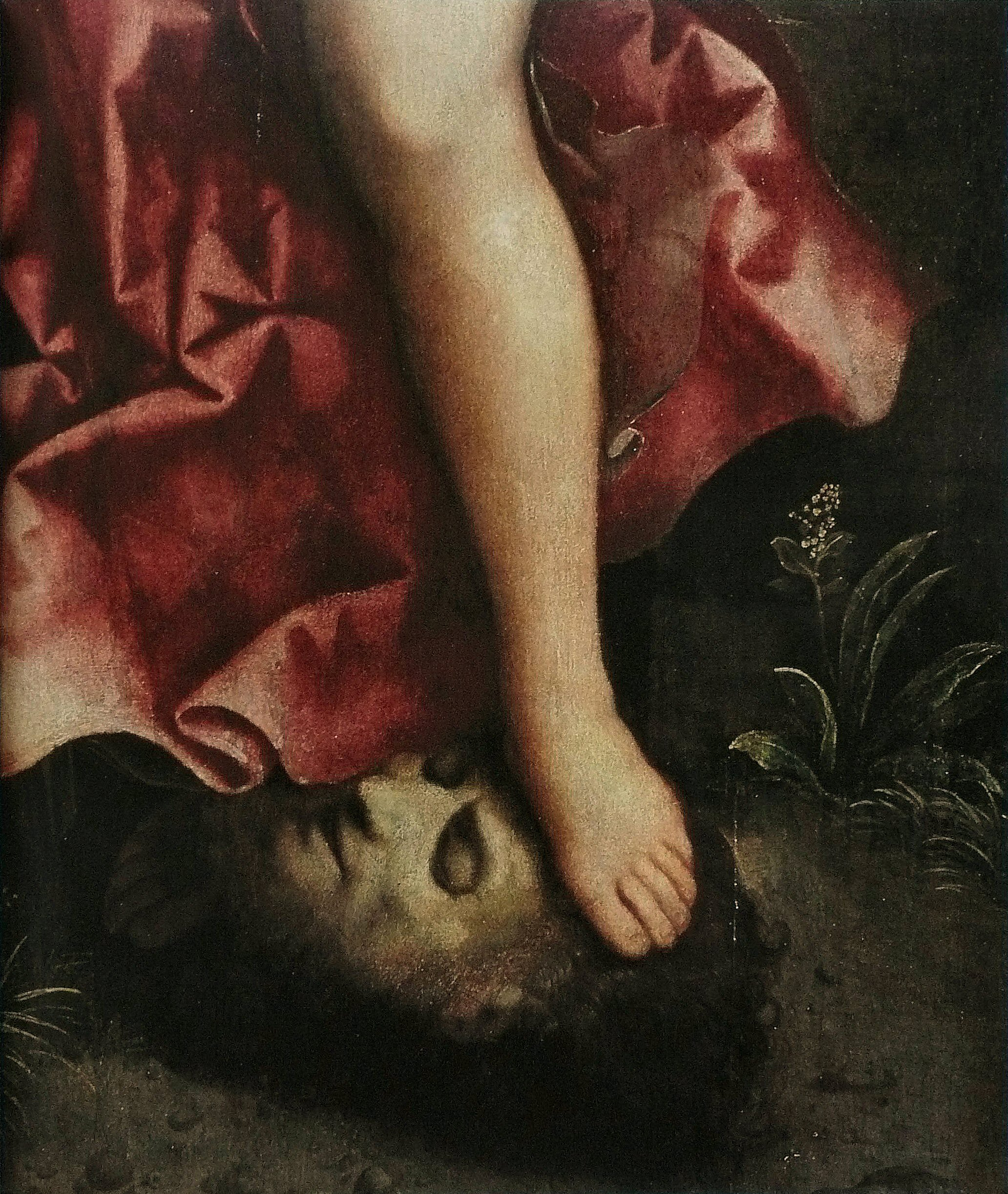
Юдита з головою Олоферна (Джорджоне). Реставрований фрагмент картини.

У 1870-ті роки в криміналістику увійшов метод дактилоскопії. Метод ідентифікації людей за відбитками пальців (в тому числі по слідах пальців рук), заснований на унікальності малюнка шкіри. Заснований на ідеях англійця Вільяма Гершеля, що висунув в 1877 році гіпотезу про незмінність папілярного малюнка долонних поверхонь шкіри людини.
Дактилоскопія, як метод розпізнання оригінальних творів художників минулого, що користувались олійними фарбами, прийшла й в атрибуцію. Адже так звані старі майстри доводили тонкі художні ефекти на полотні за допомогою власних пальців. Архівні розшуки та порівняльний метод зі стародавніми гравюрами при атрибуції картини Юдита з головою Олоферна (Джорджоне) був вдало доповнений дактилоскопією. Адже після розчистки поверхні та знятих шарів мастиковок і лаку — були знайдені відбитки пальців Джорджоне. Декілька разів дактилоскопія підтверджувала оригінальність твору самому Рембрандту чи, навпаки, його майстерним послідовникам.

## Епіграфіка в атрибуції

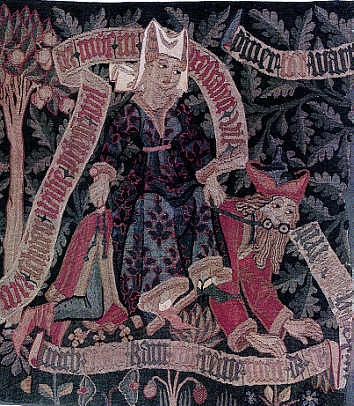
Гобелен, точно датований завдяки напису 1470–1480 рр. Історичний музей, Базель

Важливим додатком до атрибуції стала епіграфіка — допоміжна історична та філологічна дисципліна, що вивчає стародавні написи на всіх відомих матеріалах (камінь, дерево, смуга зі свинцю, бронза, папір, кераміка, текстиль, живопис тощо). За начерком літер, їх характером, відповідністю місцевому діалекту, відповідністю мовним реформам можливе досить точне визначення регіону створення документу, картини та часовий проміжок їх виникнення. Адже й досі не існує італійської мови, в її якості виступає тосканський діалект, поряд з яким існують і венеціанський, і римський, і сицилійський. Розмаїття місцевих мов — факт в Німеччині, у Франції, в Іспанії.

## Комплексне дослідження пам'ятки

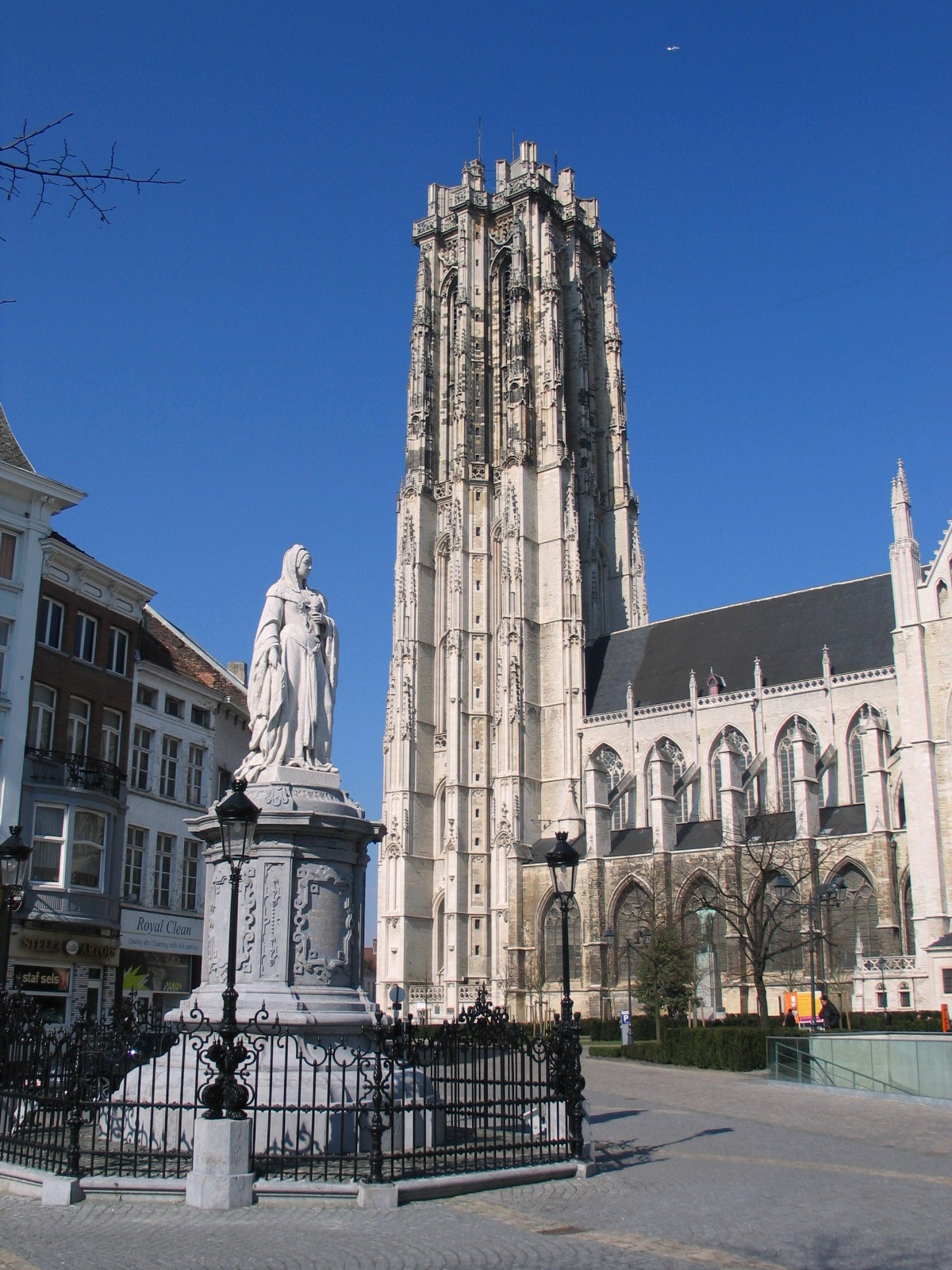
Мехельнський катедральний собор Св. Ромуальда у XX ст.

Найбільш корисним виявляється комплексне дослідження пам'ятки, коли проведене -
- прочитання написи, що має пам'ятка
- розпізнання сюжету
- датування
- окреслення країни створення, міста, школи, майстерні, автора
- розпізнання технології виконання твору.

В Музей красних мистецтв (нині — Музей образотворчих мистецтв імені Олександра Пушкіна) передали у 1924 р. з націоналізованої збірки вельможі Шувалова картину. В опису твору зазначили : автор — невідомий, школа — німецька, назва — «Сцена з військового життя», техніка — олійні фарби, дерево, розміри — 108 × 70 см, напис — два рядки німецькою (?).
Твір досліджував М. Я. Лібман, бо не було великих сумнівів, що це оригінал. Зацікавленості в атрибуції сприяло й те, що московський музей має досить мало творів німецьких майстрів. Отримати новий — досить приємно. Лібман узявся до праці з прочитання двох рядків вірша. Прочитання напису довело, що це не старонімецька, а — фламандська. Так на обрії дослідження виникла інша країна. Напис сповіщав, що «Св. Ромуальд допоміг Мехельну в багатьох випробуваннях, його реліквія допомогла перемогти. В подяку — обносять (мури міста) мощами святого».
Напис відразу дав вказівки на країну, на місто Мехелен (що в XX ст. належить Бельгії), вказівки, що покровителем міста був Св. Ромуальд, а на щитах та прапорах лицарів ходи — геральдичні кольори міста Мехельн. На тлі картини художник подав і зображення Мехельнського катедрального собору, де зберігали священну реліквію — ребро Св. Ромуальда. Історики моди підказали, що персонажі ходи одягнені по моді 1515–1530 рр. Серед портретів — знайшли навіть автопортрет художника — якого розпізнають як Майстер з Франкфурта. Висновки — картина початку XVI ст., фламандського Майстра з Франкфурта, на сюжет «Хресна хода на честь зняття облоги міста Мехельн».

## Історичні дослідження

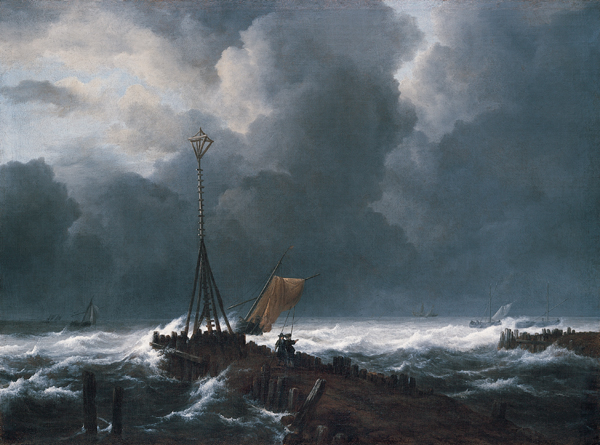
Якоб ван Рейсдал. «Штормове море біля молу»,1650 рр., Кембел Арт Мьюзеум, Техас.

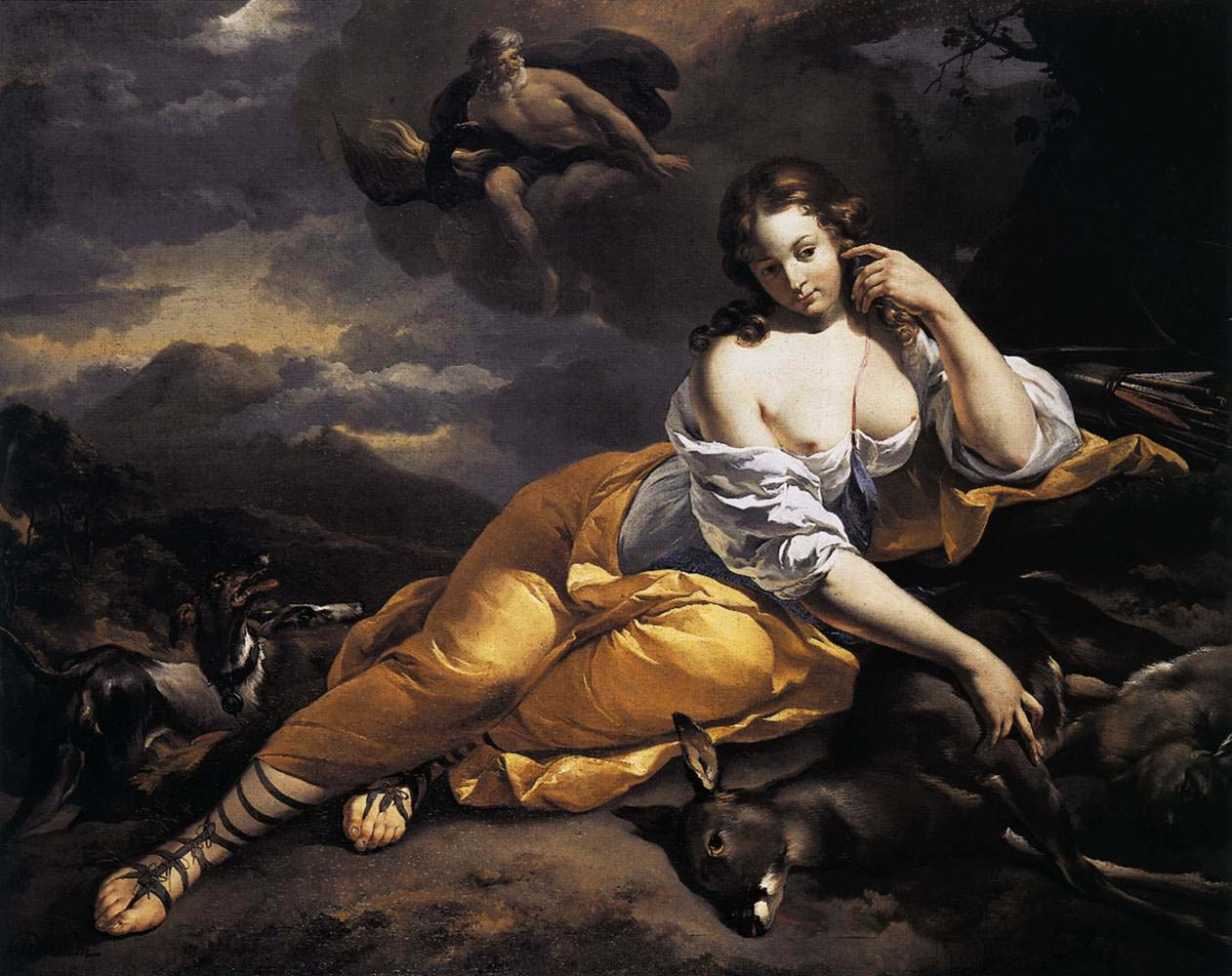
Ніколас Берхем «Зевс і німфа Каллісто», 1656, прив. збірка.

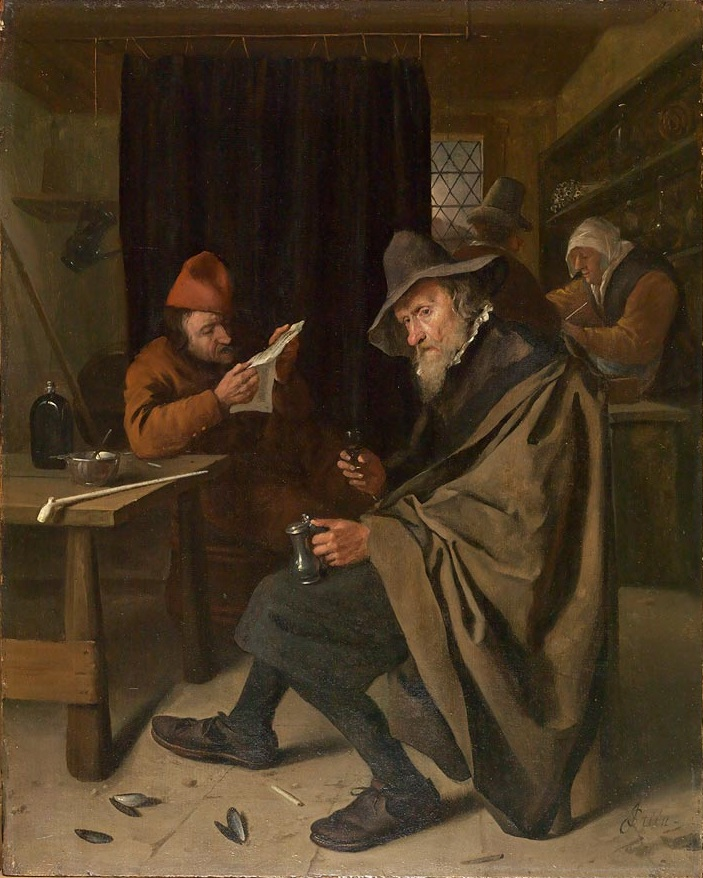
Ян Стен. «Одинак п'яниця»

Важливою складовою атрибуції визнали і історичні дослідження. Надзвичайно корисними вони були при вивченні картин голландської школи XVII століття. Голландія XVII століття пережила справжній розквіт в створенні національного образотворчого мистецтва. Голландські художники ревно слідкували за творчістю колег та за якістю їх картин, що активно включалися в товорообіг. Постачальникам неякісно створених робіт забороняли продаж картин, а їх — не брали до художніх гільдій. Продажем власних і чужих картин не гребували і відомі художні авторитети. Постійною була практика експертиз партії картин, що приходила на прододаж. До експертиз залучали як знавців мистецтва, так і відомих місцевих художників. З цього і почалась історія атрибуції голландських картин.
Живим майстрам було трохи легше розпізнавати твори колег, бо вони могли бути знайомими чи володіли творами колег. По закінченню експертизи давали письмове свідоцтво (сертифікат). Відомі експерти середини XVII століття — Рембрандт, Бартоломеус ван дер Гелст, Симон Люттіхейс, Філіпс Конінк, Ян Вермер, Віллем Калф. Останній мав добру пам'ять і його залучали до експертиз ще в 30-річному віці. Експертні здібності Віллема Калфа поціновували настільки високо, що про це сповіщала навіть епітафія на його надгробку.
Нащадки були в складнішому становищі, бо не знали живих майстрів минулого, а мали справи як з оригіналами, так і з продукцією майстерні(частку картин учнів та помічників голова майстерні «проходив» по поверхні і ставив власний підпис — так робили Рембрандт, Антоніс ван Дейк, низка другорядних майстрів тощо). Ще заплутанішою ставала проблема з авторськими варіантами, талановитими копіями інших художників, підробками. Вже наприкінці XVII століття в кабінетах прихильників мистецтв з'явились альбоми — збірки гравюр з творів відомих художників. Вони надавали можливість знайомства багатіям-колекціонерам та експертам з діапазоном тем та кількістю визначних творів окремих майстрів — Рубенса, Антоніса ван Дейка, Рембрандта. Альбоми мали підрозділи — Старий заповіт, натюрморт, портрет, побутовий жанр, міфологічна картина, пейзаж. Але разом з тим накопичувались неточності, помилки. Розумне й нерозумне наслідували нові видання, інвентарні описи, каталоги аукціонів. Значна частка другорядних чи навіть першокласних майстрів була забута, ніби не існувала, перебувала в забутті. Це стосувалось мистецької ситуації не тільки в Голландії, а й в німецьких князівствах, в Іспанській імперії, у Франції, в Італії, в Російській імперії.
Значною пам'яткою атрибуційного досвіду XVIII століття став « Теоретичний та практичний трактат про знання, необхідні прихильникам картин», що створив Франсуа Ксавьє де Бюртен, не художник, а колекціонер та знавець живопису. Він наважився дати порівняльні характеристики окремих голландських та фламандських майстрів. Він дав також цілу главу, присвячену підписам майстрів, монограмам, дав ті, що добре знав, а також написи на картинах чи на зворотному боці. Бюртен навіть дав описи повторень, копій відомих картин, гравюр з цих картин, що наблизило його методики до сучасних вимог. Знавці XIX століття вже самі їдуть в музеї чи приватні картинні галереї, самі їх вивчають, порівнюють, роблять описи (Т. Торе, Г. Вааген). Саме Т. Торе перевідкрив і повернув в історію мистецтв картини Яна Вермера з Дельфту. Г. Вааген приїздив і вивчав картинні колекції вельмож в Російській імперії. Чудовим знавцем картин Голландії був Дж. Сміт. Він дослідив і дав опис 424 картин Якоба ван Рейсдаля, лише шість з них були помилками.
Новий етап в дослідженні митців Голландії XVII століття відбувся на зламі XIX–XX століть. Почали друкувати архівні документи, серед перших — Й. ван дер Вілліген «Харлемські живописці», 1870 р., А. Бредіус «Інвентарі художників» 1915–1922 рр. та ін. Науковці отримали для вивчення контракти між майстрами та учнями, кантракти замов, свідоцтва про діяльність та факти життя окремих митців, сотні «нових» (для науковців XX століття) художників голландської школи, яких забули на століття. Відкриту частину імен мимоволі порівняли з армією митців, яких роспізнали науковці, ще не маючи для досліджень жодної картини, яка належала цій армії. Це був справжній науковий прорив в мистецтвознавстві. Попередні підсумки етапу зробив Корнеліс Хофстеде де Гроот, що оприлюднив «Капітальний критичний каталог творів відомих голландських художників XVII ст.» в десяти томах. До корифеїв XVII ст. остаточно увійшли Адріан Брауер, Франс Галс, Ян Вермер, Карел Фабріціус, Ян ван дер Капелле, Арт ван дер Нер, Ян ван Гоєн. Наслідуючи точні атрибуції Дж. Сміта (що подав 300 картин Яна Стена), Хофстеде де Гроот знав вже 900. Корнеліс Хофстеде де Гроот ініціював критичне дослідження практично усього творчого доробку голландських митців.

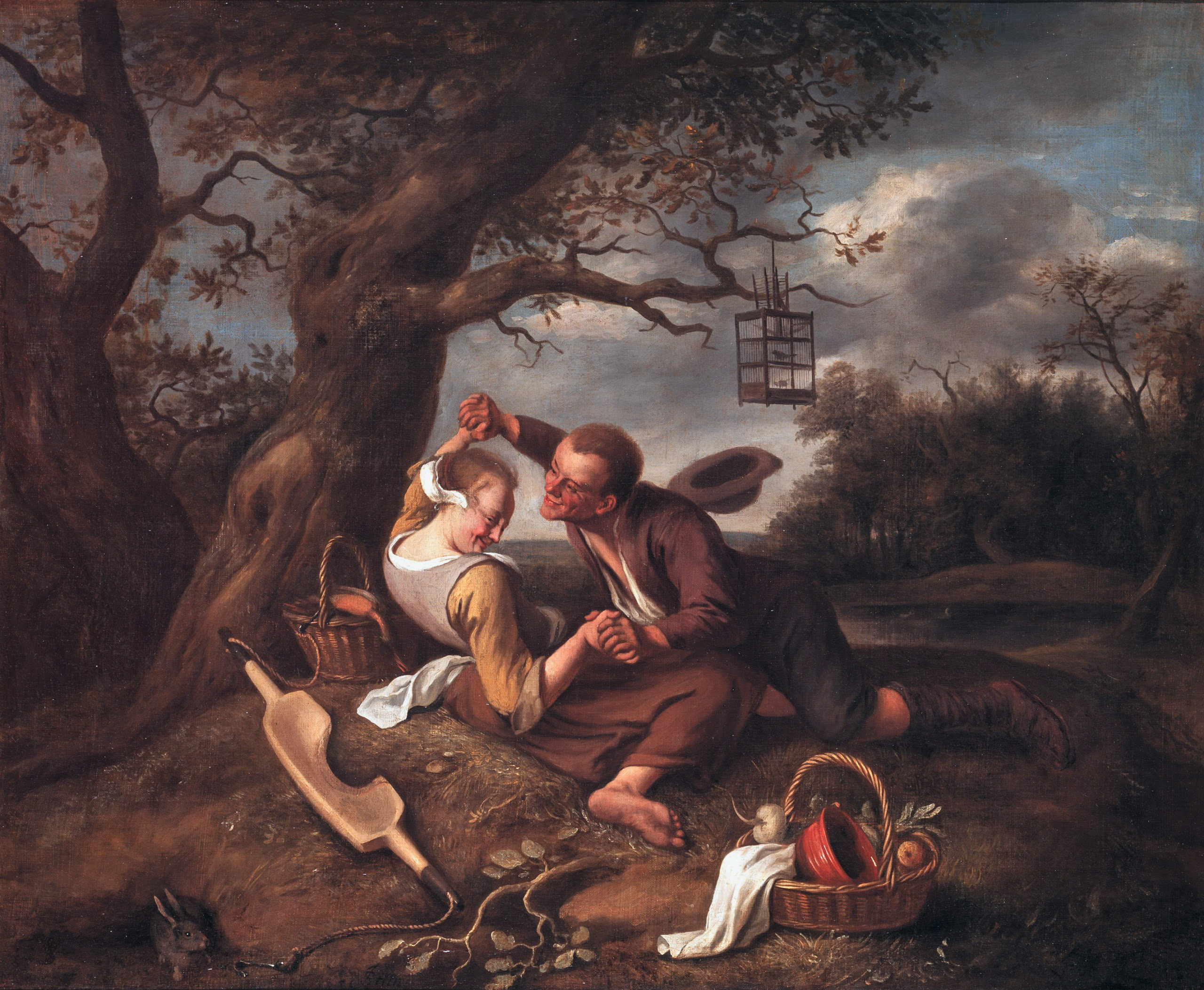
Ян Стен.«Нестримний залицяльник»
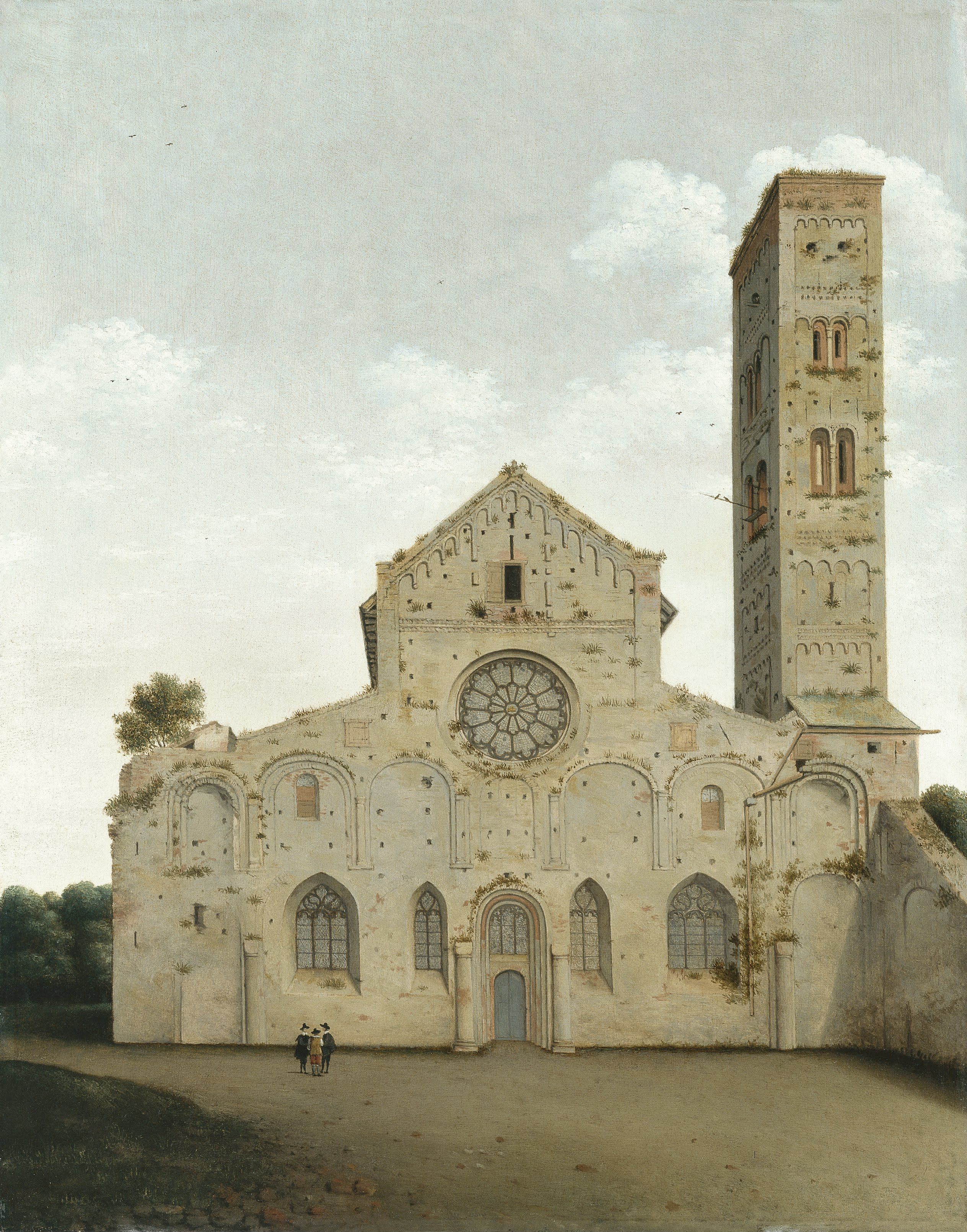
Пітер Санредам. «Західний фасад церкви Св. Марії, Утрехт», 1662, Музей Тиссена-Борнемісса
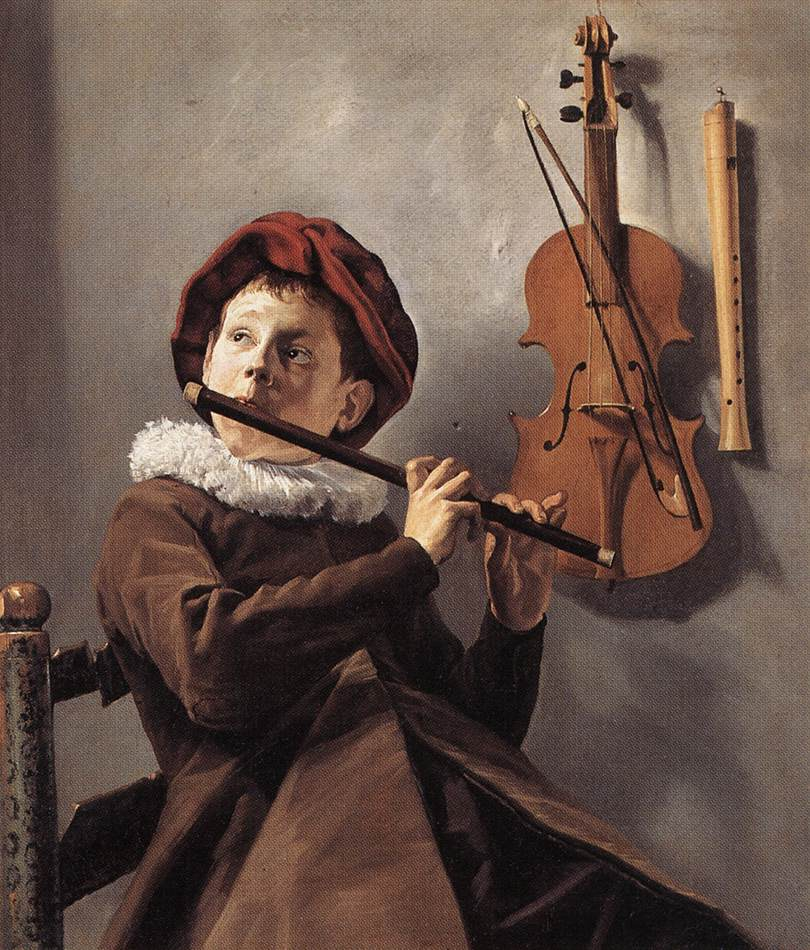
Юдит Лейстер.« Юнак флейтист», Національний музей Швеції, Стокгольм.
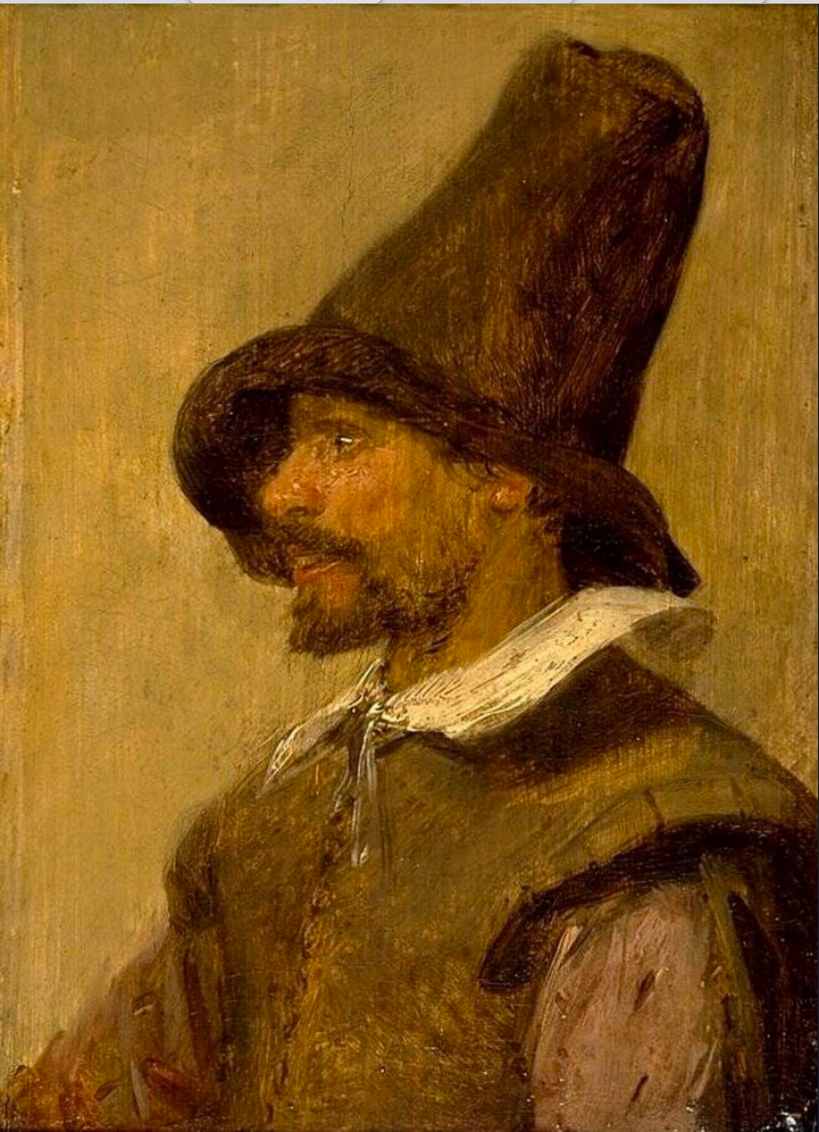
Адріан Брауер. «Молодик з великим капелюшком», 1630р.
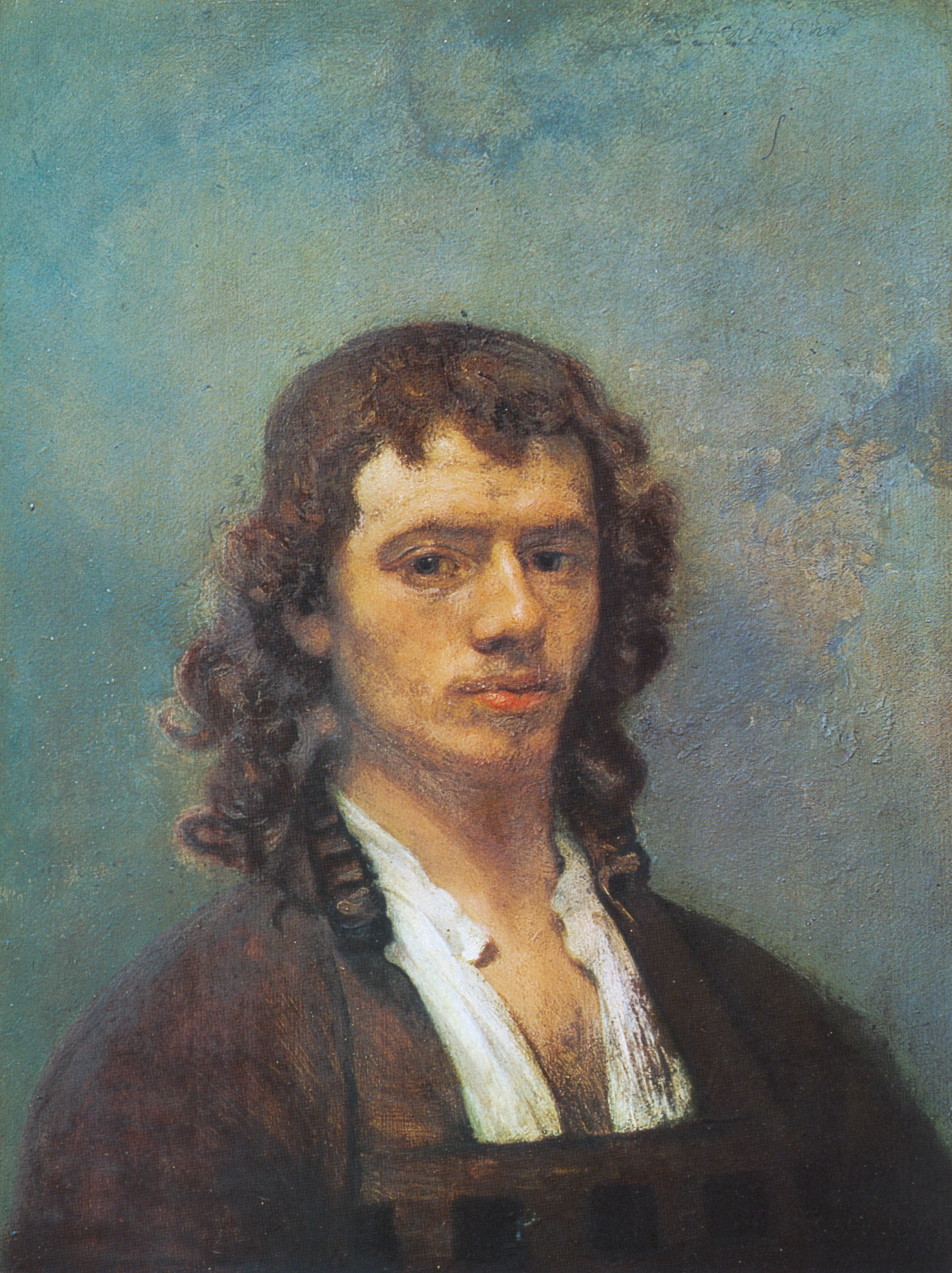
Карел Фабріціус. Автопортрет,1645 р.,  Музей Бойманс ван Бенінген, Роттердам
Ян ван Гойєн. «Море біля Харлема», 1656 р., Франкфурт
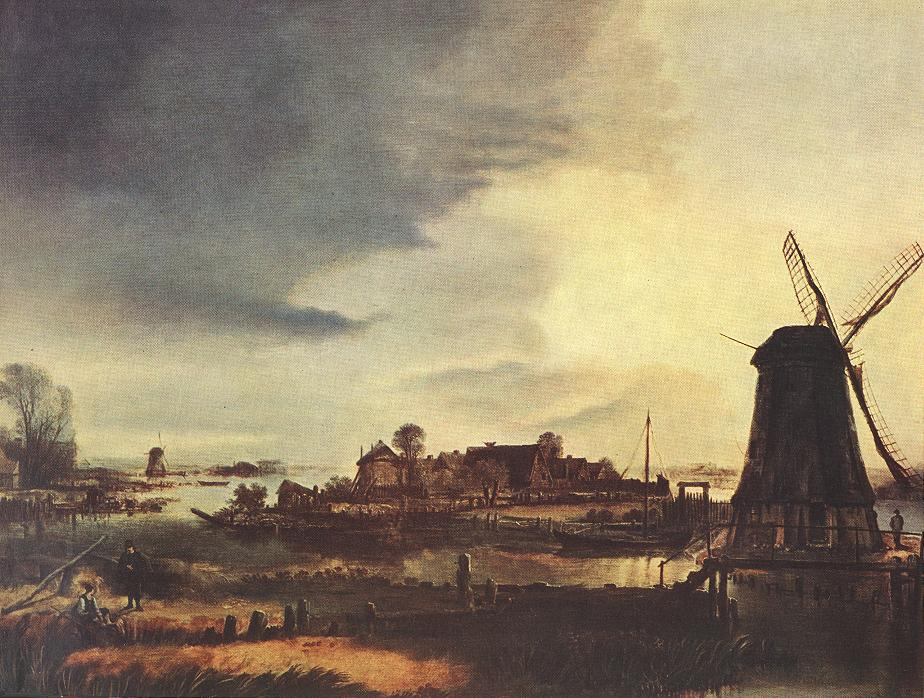
Арт ван дер Нер. «Пейзаж з вітряками». 1647–1649 рр., Ермітаж
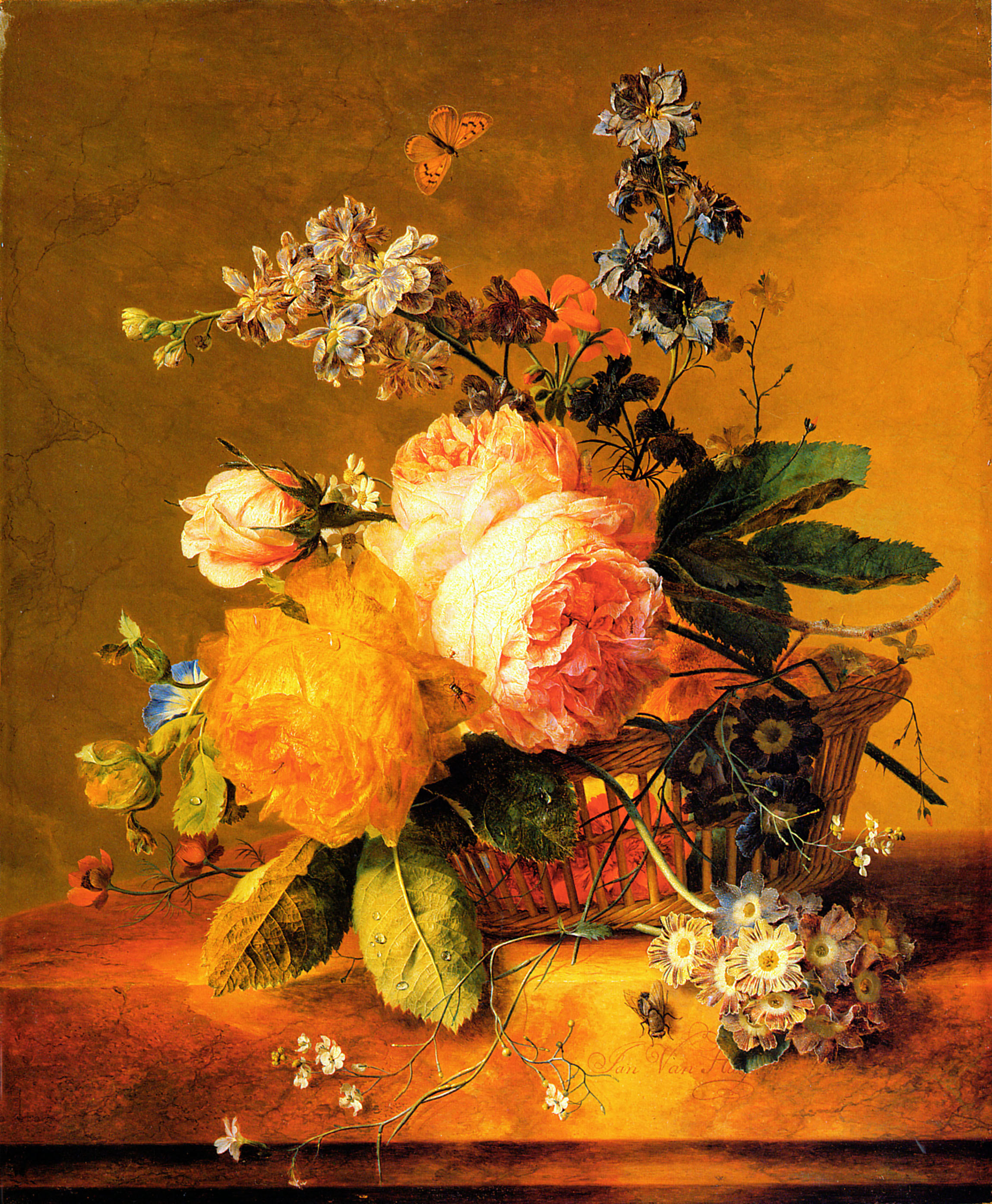
Ян ван Хейсум. «Квіти в кошику на мармуровій стільниці»
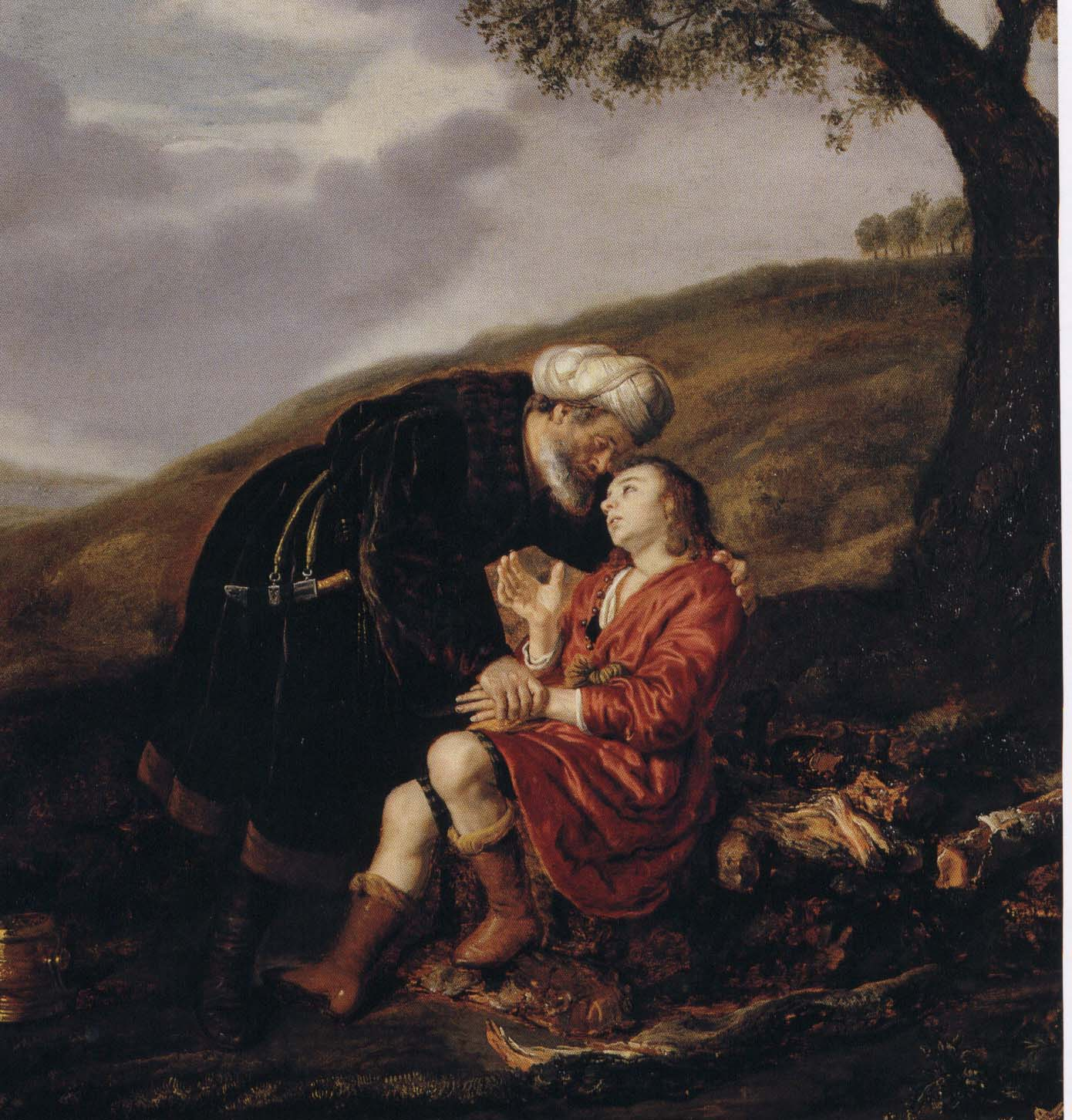
Ян Вікторс. «Жертвоприношення Авраама», 1642, Музей мистецтв, Тель-Авів
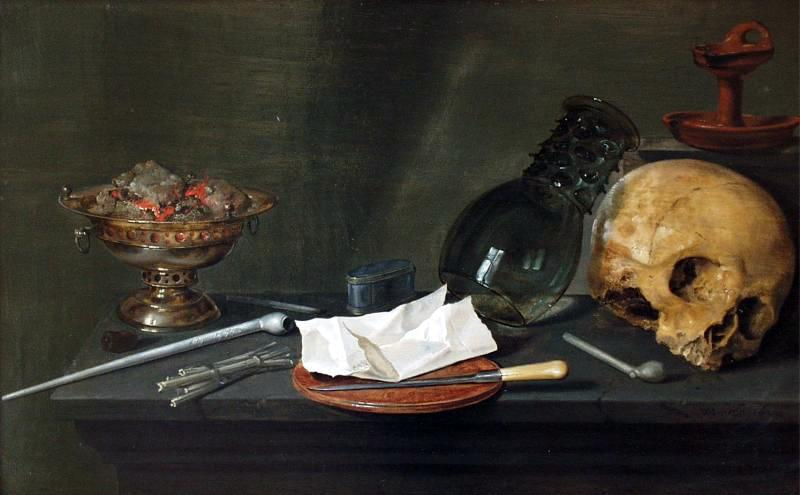
Віллем Клас Хеда. «Марнота марнот»
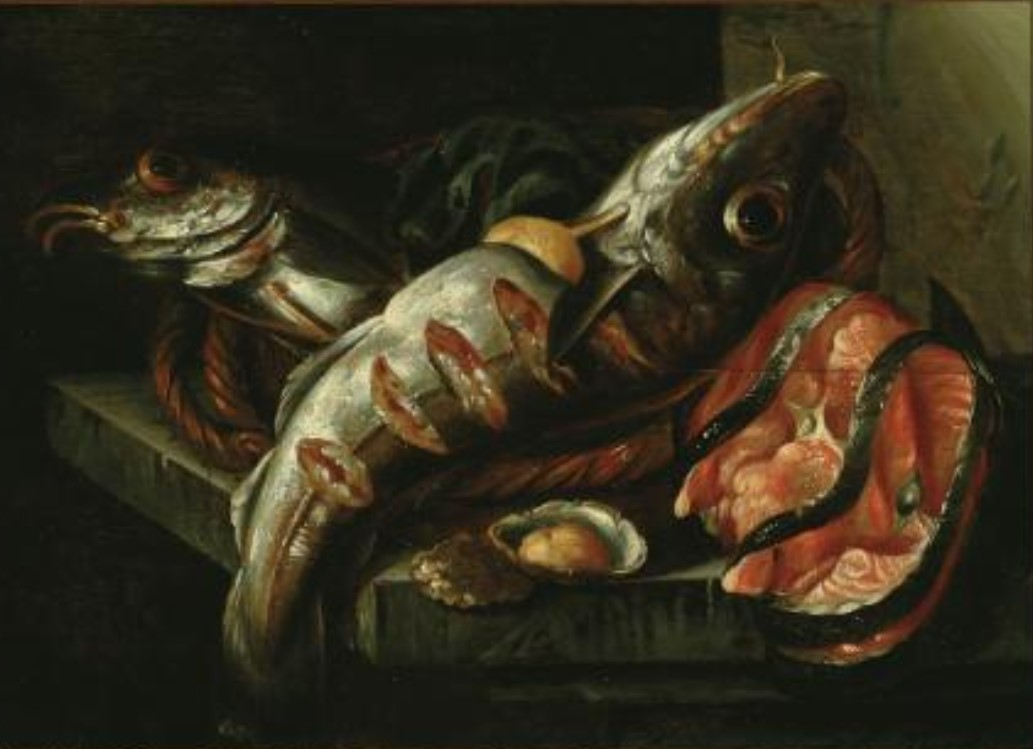
Ісаак ван Дуйнен. «Натюрморт з рибами», Музей Франса Галса, Харлем.
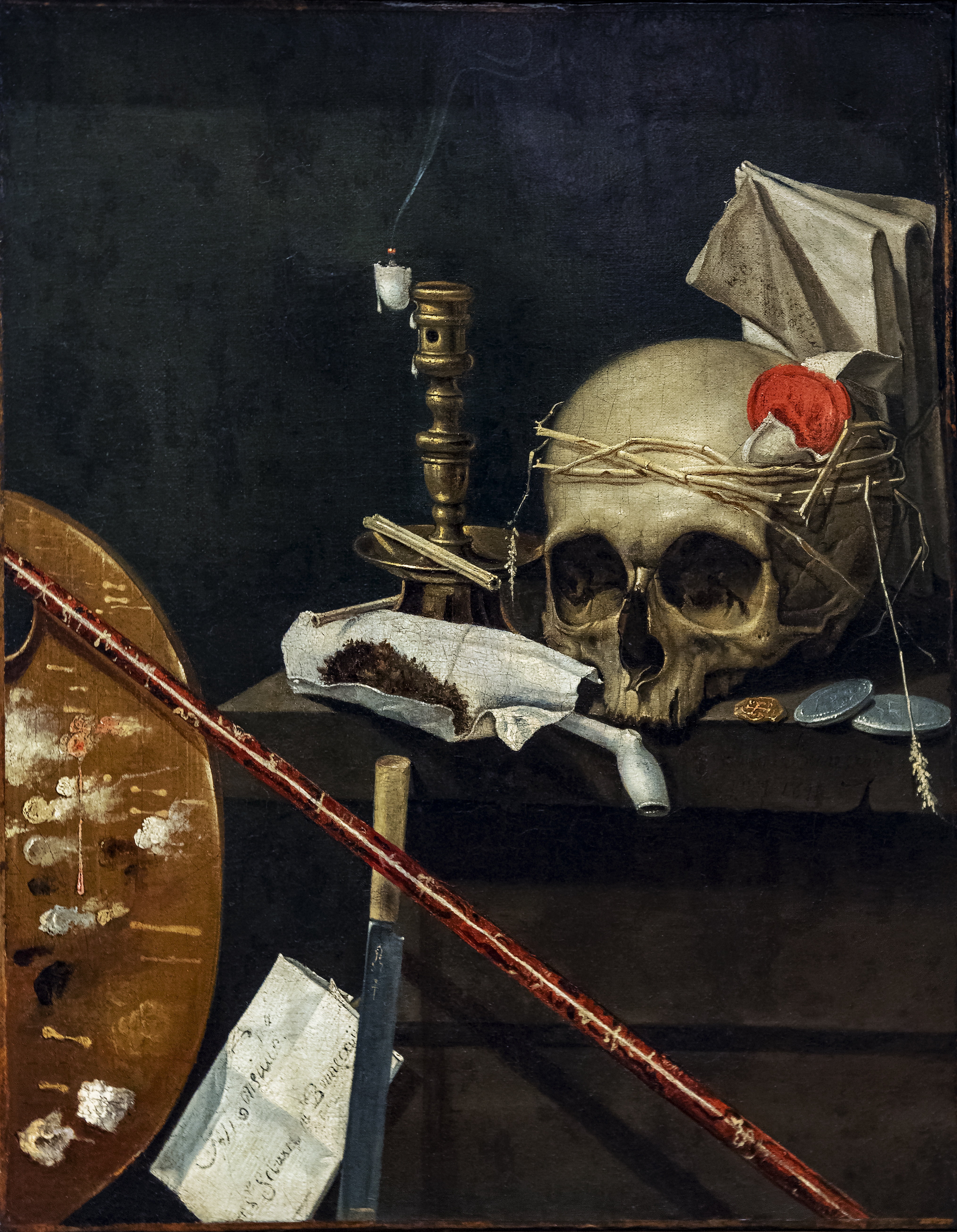
Себастьян Боннекруа. «Марнота марнот», 1641 р., Страсбур